# Viva la vida or Death and All His Friends
Viva la vida or Death and All His Friends (meglio noto semplicemente come Viva la vida) è il quarto album in studio del gruppo musicale britannico Coldplay, pubblicato l'11 giugno 2008 in Giappone, il giorno successivo nel Regno Unito, il 13 dello stesso mese in Italia e il 18 dello stesso mese negli Stati Uniti d'America.
L'album ha vinto un Grammy Award al miglior album rock nel 2009 e un Q Award come miglior album nel 2008.

## Descrizione

### Antefatti
La lavorazione del disco è iniziata a Londra nel mese di novembre 2006. Le prime fasi della lavorazione sono state caratterizzate da una serie difficoltà tra i componenti del gruppo: secondo quanto riportato dal quotidiano The Independent, i rapporti tra i componenti dei Coldplay erano diventati molto tesi, e fu solo l'arrivo del produttore Brian Eno a convincerli a ritornare a lavorare con umiltà. Le registrazioni del disco sono avvenute tra Londra, Barcellona e New York e la produzione dell'album è stata affidata a Markus Dravs, Brian Eno e Rik Simpson.
Alle sessioni di registrazione dell'album ha partecipato anche la nota cantautrice Kylie Minogue, eseguendo in duetto con il gruppo il brano Lhuna. Quest'ultimo brano, tuttavia, non è stato incluso nella versione finale del disco perché, secondo quanto dichiarato da Chris Martin, è stato ritenuto "troppo sexy" per lo stile dell'album. Lhuna è stato comunque pubblicato il 1º dicembre 2008 attraverso il sito Red Wire, con lo scopo di sostenere una campagna di beneficenza in occasione della giornata mondiale contro l'AIDS.
Il titolo del disco è stato reso noto dalla BBC il 19 marzo 2008, dopo un'intervista rilasciata da Chris Martin alla rivista Rolling Stone. La lista tracce dell'album è stata invece annunciata l'11 aprile 2008, dopo diversi mesi di indiscrezioni. L'uscita del disco, inizialmente prevista per la metà di maggio del 2008, è stata successivamente fissata per il 13 giugno dello stesso anno, per la EMI.
In anticipo di una settimana rispetto alla data di pubblicazione del disco, tutti i brani dell'album sono stati messi a disposizione di tutti gli utenti iscritti a Myspace, che hanno potuto ascoltarli gratuitamente in anteprima.

### Concezione
Il gruppo ha dichiarato esplicitamente il proprio intento di distanziarsi molto con Viva la Vida or Death and All His Friends dai tre album precedentemente pubblicati, affermando di aver deciso di prendere le distanze da questi ultimi perché considerati come una trilogia ormai portata a termine. Sempre secondo le dichiarazioni di Chris Martin, tale decisione è dovuta soprattutto alla volontà di aggiungere colore alla musica dei Coldplay. Come anticipato da Billboard, anche la struttura dei brani è diversa rispetto a quella tipicamente adottata dal gruppo nelle precedenti produzioni: viene infatti abbandonato lo schema strofa-ritornello-strofa, sotto esplicita indicazione da parte del produttore Brian Eno.
I brani del disco spaziano attraverso stili diversi, e anche le tematiche sono molto varie tra loro. Chris Martin ha dichiarato che la doppia anima del disco, che viene evidenziata anche dal titolo, è legata al continuo oscillare delle emozioni e degli stati d'animo di ogni persona: alcuni brani dell'album sono nati in momenti caratterizzati da pensieri positivi, altri in istanti nei quali a prevalere erano i pensieri negativi. In fase di scrittura non è stato seguito un preciso piano poetico, semplicemente i brani sono scaturite così come li possiamo ascoltare. I brani sono perciò in bilico tra ottimismo e pessimismo, tra vita e morte, ed hanno ingredienti come l'amore, la gioia e l'eccitazione, ma anche la malinconia che da sempre ha caratterizzato i lavori del gruppo. All'interno del disco risulta inoltre molto forte l'elemento mistico.
Il primo singolo Violet Hill è considerato dal gruppo un primo tentativo di canzone di protesta: il testo, ispirato ad un amico di Chris Martin, fa infatti riferimento a tutte quelle persone che per tutta la loro vita lavorano per qualcuno che non rispettano. Un verso della canzone parla inoltre di una volpe che diventa un Dio e di un «trionfo di idioti in parata»: queste parole fanno riferimento al canale di notizie Fox News Channel.

### Titolo e copertina

La Libertà che guida il popolo, Eugène Delacroix

Sulla copertina del disco è raffigurato il dipinto di Eugène Delacroix La Libertà che guida il popolo ma il titolo dell'album è stato ispirato dalla frase Viva la vida scritta nel quadro che Frida Kahlo ha dipinto otto giorni prima di morire e che ha proprio questo titolo. Chris Martin ha dichiarato di aver scelto di utilizzare come titolo la frase dell'artista messicana perché: 
 Il frontman ha inoltre spiegato la scelta del doppio titolo:

### Edizione speciale
Il 21 novembre 2008 i Coldplay hanno pubblicato l'EP Prospekt's March, una sorta di appendice a Viva la vida or Death and All His Friends, contenente alcuni brani scartati dal disco stesso, ma anche nuove versioni dei brani che lo costituiscono (come Lost+, una nuova versione di Lost! alla cui realizzazione ha partecipato anche Jay-Z). Nello stesso giorno è stata pubblicata una riedizione di Viva la vida or Death and All His Friends, denominata Viva la vida/Prospekt's March e contenente un disco aggiuntivo che racchiude tutti i brani di Prospekt's March.

## Accoglienza
| Recensione      | Giudizio |
| --------------- | -------- |
| AllMusic        |          |
| Musica e dischi |          |
| musicOMH        |          |
| NME             |          |
| Spin            |          |
| Sputnikmusic    |          |
| The Guardian    |          |

L'album è stato generalmente ben accolto dalla critica musicale, ricevendo secondo Metacritic un punteggio medio pari a 72 su 100, giudizio che indica "recensioni generalmente favorevoli".
Diversi critici musicali hanno descritto Viva la vida or Death and All His Friends come un lavoro molto ambizioso, sia dal punto di vista prettamente musicale, sia dal punto di vista commerciale. Secondo alcuni critici di settore, l'album richiama il rock progressivo degli anni settanta, con riferimenti soprattutto ai Pink Floyd; le influenze indicate all'interno delle recensioni ricevute dall'album sono però svariate, e includono tra gli altri artisti e gruppi come Blur, Radiohead, U2, The Beatles, Lou Reed, Arcade Fire e Muse.
L'album è stato inoltre inserito nelle classifiche dei migliori del 2008 da molti quotidiani e riviste musicali: secondo Rolling Stone, Viva la vida or Death and All His Friends è risultato il settimo tra i migliori album del 2008; nella classifica del New York Post, il disco si trova in prima posizione, mentre è in terza nella classifica di Q e in nona in quella stilata da Spin.
Nonostante questo, Viva la vida or Death and All His Friends ha anche ricevuto una candidatura dalla rivista NME come peggior album agli NME Awards 2009.

## Promozione
Il disco è stato anticipato dal singolo Violet Hill, reso disponibile in download gratuito per una settimana sul sito ufficiale della band, a partire dal 29 aprile 2008. Solamente nelle prime 24 ore, il brano è stato scaricato oltre 600.000 volte, per poi arrivare a 2 milioni di download in 5 giorni. Il singolo è stato pubblicato anche su vinile, in un'edizione speciale distribuita gratuitamente con il numero della rivista NME pubblicato in Gran Bretagna il 7 maggio 2008. All'interno del disco in vinile è inclusa anche la b-side A Spell a Rebel Yell, finora mai pubblicata su altri supporti. Il primo singolo è stato inoltre accompagnato da un videoclip girato in Sicilia.

## Tracce
Testi e musiche di Guy Berryman, Jonny Buckland, Will Champion e Chris Martin, eccetto dove indicato.
1. Life in Technicolor – 2:29 (Guy Berryman, Jonny Buckland, Will Champion, Chris Martin, Jon Hopkins)
2. Cemeteries of London – 3:21
3. Lost! – 3:55
4. 42 – 3:57
5. Lovers in Japan/Reign of Love – 6:51
6. Yes – 7:06 – contiene la traccia fantasma Chinese Sleep Chant
7. Viva la vida – 4:01
8. Violet Hill – 3:42
9. Strawberry Swing – 4:09
10. Death and All His Friends – 6:18 (Guy Berryman, Jonny Buckland, Will Champion, Chris Martin, Jon Hopkins) – contiene la traccia fantasma The Escapist

Traccia bonus nell'edizione di iTunes
1. Lost? – 3:42

CD bonus presente in Viva la Vida/Prospekt's March Edition
Testi e musiche di Guy Berryman, Jonny Buckland, Will Champion e Chris Martin, eccetto dove indicato.
1. Life in Technicolor ii – 4:05
2. Postcards from Far Away – 0:48
3. Glass of Water – 4:44
4. Rainy Day – 3:26
5. Prospekt's March/Poppyfields – 3:39
6. Lost+ – 4:18 (Guy Berryman, Jon Buckland, Will Champion, Chris Martin, Shawn Carter)
7. Lovers in Japan (Osaka Sun Mix) – 3:58
8. Now My Feet Won't Touch the Ground – 2:29

DVD bonus presente in Viva
1. Violet Hill
2. Viva La Vida
3. Lost!
4. Lovers in Japan
5. Life in Technicolor ii
6. Strawberry Swing

## Formazione
Hanno partecipato alle registrazioni, secondo le note di copertina:
Gruppo
- Chris Martin – voce, pianoforte, chitarra acustica
- Jonny Buckland – chitarra elettrica, tastiera, cori
- Guy Berryman – basso, sintetizzatore, armonica a bocca, cori
- Will Champion – batteria, percussioni, cori

Altri musicisti
- Davide Rossi – strumenti ad arco
- Matt McGinn – musica aggiuntiva
- Crispin Robinson – musica aggiuntiva

Produzione
- Markus Dravs – produzione, missaggio
- Brian Eno – produzione, sonic landscapes
- Rik Simpson – produzione, missaggio
- Jon Hopkins – produzione aggiuntiva, colori
- Andy Rugg – ingegneria del suono, assistenza alla registrazione
- Dan Green – ingegneria del suono, assistenza alla registrazione
- Brian Thorn – ingegneria del suono, assistenza alla registrazione
- Olga Fitroy – ingegneria del suono, assistenza alla registrazione
- Francois Chevallier – ingegneria del suono, assistenza alla registrazione
- Jan Petrov – ingegneria del suono, assistenza alla registrazione
- Jason Lader – ingegneria del suono, assistenza alla registrazione
- Michael Trepagner – ingegneria del suono, assistenza alla registrazione
- Vanessa Parr – ingegneria del suono, assistenza alla registrazione
- Dom Monks – ingegneria del suono, assistenza alla registrazione
- Will Hensley – ingegneria del suono, assistenza alla registrazione
- Michael H. Brauer – missaggio
- Andy Wallace – missaggio
- John O' Mahoney – missaggio
- Bob Ludwig – mastering
- George Marino – assistenza al mastering

## Successo commerciale
L'album ha ottenuto un grande successo commerciale, esordendo direttamente al primo posto nelle classifiche di vendita ufficiali di 36 Paesi diversi. Nel Regno Unito il disco ha venduto 302.000 copie in tre giorni, diventando così l'album con il più rapido successo commerciale tra quelli finora pubblicati dal gruppo. Negli Stati Uniti le copie vendute nella prima settimana sono state 721.000, risultato di poco inferiore rispetto a quello ottenuto dal precedente album X&Y, che aveva raggiunto le 737.000 copie.
In Italia l'album ha ottenuto il disco di platino (equivalente ad oltre 70.000 copie) grazie solamente alle prenotazioni avvenute prima della data di pubblicazione. Il premio è stato ufficialmente consegnato al gruppo il 30 settembre 2008, in occasione del concerto tenuto al Mediolanum Forum di Assago. Inoltre, per le vendite del disco dal 2009 in poi, Viva la vida or Death and All His Friends è stato certificato doppio disco di platino. Alla fine del 2008, le copie vendute in Italia dall'album erano circa 150.000. Secondo i dati forniti dalla casa discografica e raccolti da Musica e dischi, durante il 2008 sono stati eseguiti circa 20.000 download legali dell'album in Italia.
Il 29 giugno 2008, a sole due settimane dalla pubblicazione, Viva la vida or Death and All His Friends è diventato l'album digitale più venduto della storia. Con oltre 6 800 000 copie vendute durante l'anno, il disco è stato inoltre l'album più venduto al mondo nel corso del 2008.

## Classifiche

### Classifiche settimanali
| Classifica (2008) | Posizione massima |
| ----------------- | ----------------- |
| Australia         | 1                 |
| Austria           | 1                 |
| Belgio (Fiandre)  | 1                 |
| Belgio (Vallonia) | 1                 |
| Canada            | 1                 |
| Danimarca         | 1                 |
| Europa            | 1                 |
| Finlandia         | 1                 |
| Francia           | 1                 |
| Germania          | 1                 |
| Giappone          | 3                 |
| Grecia            | 1                 |
| Irlanda           | 1                 |
| Italia            | 1                 |
| Messico           | 2                 |
| Norvegia          | 1                 |
| Nuova Zelanda     | 1                 |
| Paesi Bassi       | 1                 |
| Polonia           | 2                 |
| Portogallo        | 1                 |
| Regno Unito       | 1                 |
| Repubblica Ceca   | 2                 |
| Spagna            | 1                 |
| Stati Uniti       | 1                 |
| Svezia            | 1                 |
| Svizzera          | 1                 |
| Ungheria          | 4                 |

### Classifiche di fine decennio (2000-2009)
| Classifica  | Posizione |
| ----------- | --------- |
| Australia   | 52        |
| Stati Uniti | 168       |
| Paesi Bassi | 25        |

### Classifiche di fine anno
| Classifica (2008)     | Posizione |
| --------------------- | --------- |
| Australia             | 4         |
| Austria               | 8         |
| Belgio (Vallonia)     | 6         |
| Belgio (Fiandre)      | 2         |
| Canada                | 3         |
| Danimarca             | 15        |
| Europa                | 3         |
| Finlandia (stranieri) | 7         |
| Francia               | 5         |
| Germania              | 6         |
| Grecia                | 8         |
| Irlanda               | 7         |
| Italia                | 10        |
| Messico               | 38        |
| Nuova Zelanda         | 6         |
| Paesi Bassi           | 4         |
| Regno Unito           | 5         |
| Spagna                | 15        |
| Stati Uniti           | 7         |
| Svezia                | 7         |
| Svizzera              | 4         |
| Mondo                 | 1         |
| Classifica (2009)     | Posizione |
| Australia             | 23        |
| Belgio (Fiandre)      | 9         |
| Belgio (Vallonia)     | 25        |
| Canada                | 45        |
| Danimarca             | 81        |
| Europa                | 12        |
| Francia               | 36        |
| Germania              | 49        |
| Italia                | 36        |
| Nuova Zelanda         | 44        |
| Paesi Bassi           | 13        |
| Regno Unito           | 75        |
| Spagna                | 17        |
| Stati Uniti           | 39        |
| Svezia                | 97        |
| Svizzera              | 45        |
| Classifica (2010)     | Posizione |
| Francia               | 126       |
| Italia                | 98        |
| Classifica (2011)     | Posizione |
| Italia                | 82        |

## Premi e nomination

### Premi
- 2008 – Q Awards - Miglior album[34]
- 2009 – Grammy Award - Miglior album rock[33][135]
- 2009 – Juno Award - Album internazionale dell'anno[136]

### Nomination
- 2008 – American Music Award - Miglior album pop o rock[137]
- 2008 – MTV Europe Music Awards - Miglior album[138]
- 2009 – Grammy Awards - Album dell'anno[135]
- 2009 – Ivor Novello Awards - Miglior album[139]
- 2009 – BRIT Award - Miglior album[140]